# Нозерн Ф'юрі
«Нозерн Ф'юрі» (англ. North Queensland Fury F.C.) — колишній австралійський футбольний клуб з Таунсвіля. Заснований у 2008 році під назвою «Норт Кві́нсленд Фу́рі» і у сезонах 2009/10	та 2010/11 виступав у вищому дивізіоні Австралії (A-Ліга). 
1 березня 2011 року клуб був виведений з ліги через фінансову нестабільність. 
3 жовтня 2012 року клуб офіційно було відновлено під назвою «Нозерн Ф'юрі», отримавши ліцензію на участь у Національній Прем'єр-лізі Квінсленду, у другому за рівнем дивізіоні країни. 
У 2018 році клуб знову було розформовано. 

Логотип клубу «Норт Кві́нсленд Фу́рі» (2008—2011)